# Plateosauridae
Los plateosáuridos (Plateosauridae, "lagartos planos") es una familia de dinosaurios prosaurópodos plateosaurianos, que vivieron desde el Triásico superior hasta el Jurásico inferior (hace aproximadamente 216 y 203 millones de años, desde el Noriense hasta el Toarciano) en lo que es hoy Europa.

## Descripción
Los plateosáuridos son prosaurópodos herbívoros grandes robustos y fuertes, con un cráneo estrecho con mandíbulas como bisagras más efectivas. Podían ser bípedos o cuadrúpedos.

## Sistemática
Se define como el clado más inclusivo que contiene a Plateosaurus engelhardti (von Meyer, 1837) pero no Massospondylus carinatus (Owen, 1854), o Saltasaurus loricatus (Bonaparte y Powell, 1980). Son los plateosaurianos más cercano a plateosaurio que a masospóndilo.